# Bierafschuimer
Een bierafschuimer is een voorwerp dat men gebruikt om een biertje af te romen. Het is langgerekt en is veelal vervaardigd uit plastic. Het komt frequent voor dat de bierafschuimer, van bovenaf bekeken, twee verschillende breedten heeft, waarbij het smalste gedeelte gebruikt wordt als heft en het breedste om de schuimkraag af te romen. 

## Gebruik
De bierafschuimer pakt men vast bij het handvat, alvorens met een vloeiende zwiep het schuim dat boven het glas uitsteekt weg te werpen. Zodoende wordt er een kaarsrechte schuimkraag geproduceerd. Het is hierbij belangrijk dat de afschuimer onder een hoek van circa 45 graden wordt gehouden, zodat men als het ware door de schuimlaag heen snijdt.
Vanzelfsprekend wordt de bierafschuimer het meest gebruikt in de horeca, maar ook wordt hij gehanteerd in huiselijke omstandigheden.
Het afschuimen van bier heeft, naast het maken van een mooi kraagje, nog een andere reden. Namelijk een hygiënische reden. De afschuimer staat in het water. Bij het afschuimen vormt zich een dun filmlaagje van water op het schuim. Dit filmlaagje vangt alle stofdeeltjes en dergelijke uit de omgeving op. Bij het drinken opent het filmlaagje zich alleen bij de mond, waardoor de stofdeeltjes niet meegedronken worden. Het beste is om een heel klein laagje in het glas te houden. Dit is dan het filmlaagje met stofdeeltjes uit de omgeving en die worden dan niet opgedronken.